# 1901年11月11日日食
1901年11月11日日食是一次日環食，發生於1901年11月11日。新月當天（即朔日），地球上觀測到月球和太阳的角距離極小，此時月球如果恰好在月球交點附近，穿過太阳和地球之間，與地球、太阳接近一直線，則會出現日食。月球穿過太阳和地球之間，但距地球較遠，本影未能接觸地表，而使偽本影覆蓋的區域內看到月球的角直徑小於太陽，就形成日環食，同時在偽本影兩側數千公里的半影範圍內形成日偏食。此次日環食經過了義大利、英屬馬爾他、鄂圖曼的黎波里塔尼亞、埃及、奥斯曼帝国、舍邁爾山酋長國、亞丁保護國、馬斯喀特和阿曼蘇丹國、英屬印度、英屬錫蘭、暹羅、法屬印度支那、西沙群岛、美屬菲律賓，日偏食則覆蓋了歐亞大陸大部、非洲中北部及周邊部分地區。此次日環食是1665年1月16日以來最長的日環食，這一紀錄會在1919年11月22日打破。

## 日食概況

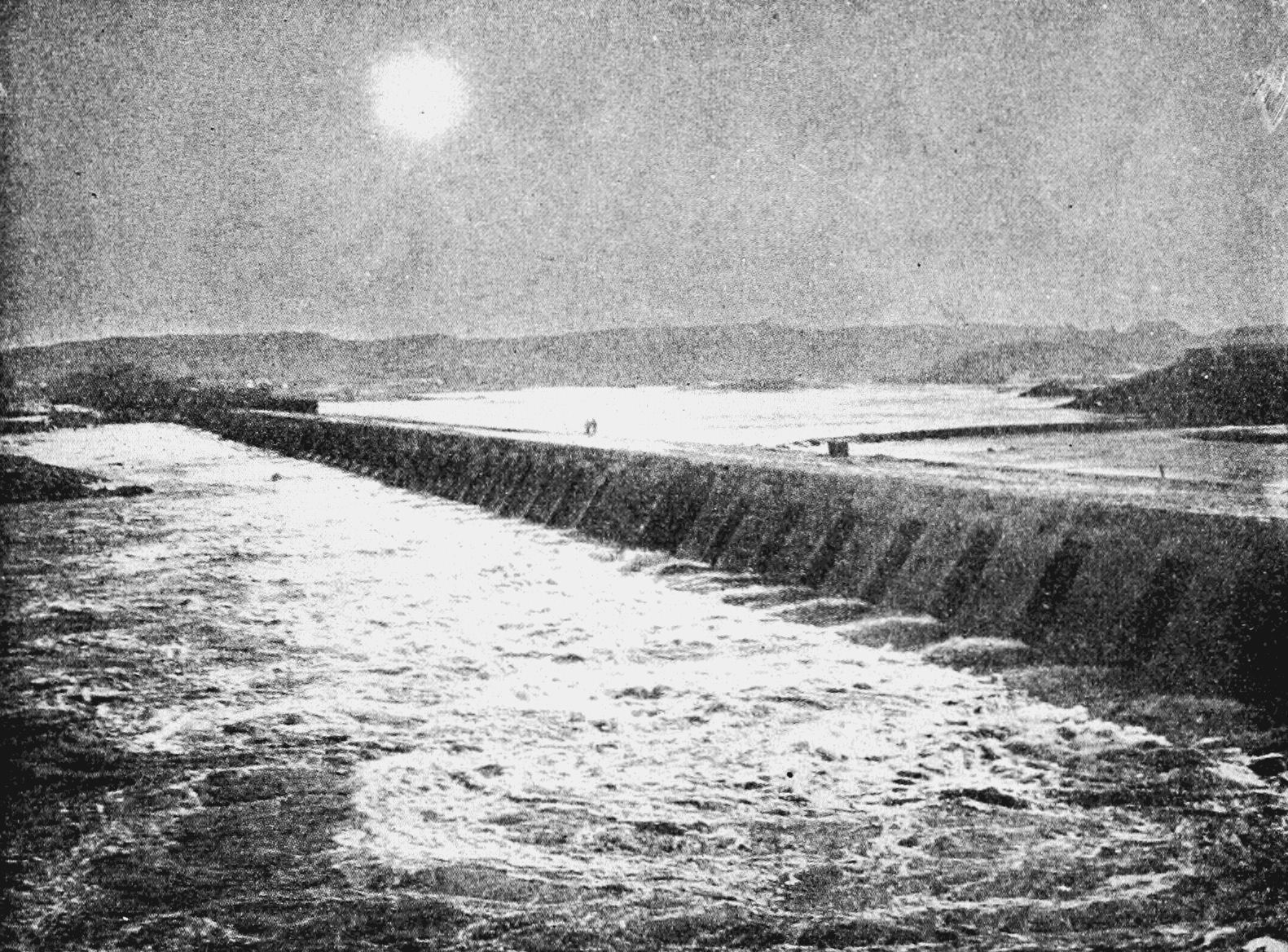
埃及阿斯旺水坝看到的日偏食

### 出現區域
義大利西西里島和英屬馬耳他（今马耳他）之間的地中海海域在日出時最先看到日環食。此後月球偽本影向東南移動，覆蓋了部分島嶼，經過非洲東北部，穿過阿拉伯半岛，在拉克沙群島以西約330公里的海面達到最大食分。此後偽本影經過英屬印度南端和英屬錫蘭（今斯里蘭卡）中北部，逐漸轉向東北，跨過孟加拉灣，覆蓋了安达曼-尼科巴群岛的部分島嶼，穿過中南半島、南海，最終在日落時分結束於美屬菲律賓（今菲律賓）呂宋島東北部。全過程中，偽本影完全覆蓋了兩個首府——英屬馬爾他瓦莱塔（今马耳他首都）和埃及赫迪夫國開羅（今埃及首都），而英屬錫蘭可倫坡位於環食帶南緣，其北郊能看到日環食。此外，當時隸屬法屬印度支那的今柬埔寨金邊也被偽本影完全覆蓋。
偽本影經過的陸地包括：
- 義大利王國：西西里島中東部；
- 马耳他直辖殖民地（今马耳他）全境；
- 鄂圖曼的黎波里塔尼亞：今利比亚邁爾季省北部、綠山省北部、德爾納省北部、布特南省北部；
- 埃及赫迪夫国：今埃及馬特魯省北部、吉薩省北半部、法尤姆省除極西南角外的絕大部分、貝尼蘇韋夫省中東部、明亞省極東北角、紅海省北部，及上述地區以北各地（北西奈省東北部除外）；
- 奥斯曼帝国：克里特國（今屬希腊）的加夫佐普拉島和加夫佐斯岛，今以色列南部，约旦亞喀巴省中南部和馬安省南部，沙特阿拉伯塔布克省除南部外的大部、麥地那省東北半部、麥加省東北部；
- 舍邁爾山酋長國：今沙特阿拉伯焦夫省西南部、哈伊勒省西南半部、蓋西姆省中南部，自西北向東南斜貫利雅得省、東部省中部偏南；
- 亞丁保護國：今也门哈德拉毛省東北部和馬哈拉省北部；
- 马斯喀特和阿曼苏丹国：今阿曼佐法爾省除西南和東北兩角外的大部和中部省南部；
- 英属印度：今印度拉克沙群島中南部、喀拉拉邦南半部、泰米爾納德邦南部，及安达曼-尼科巴群岛北至北兄弟島（英语：North Brother Island (India)）、南至卡徹爾島北半部和楠考里島北半部的諸島，缅甸德林達依省南半部；
- 英屬錫蘭：今斯里蘭卡北部省、西北省、西部省北部、北中省、薩伯勒格穆沃省北部、中央省除南部外的大部、烏沃省北半部、東部省除南部外的大部；
- 暹羅：攀牙府北部、拉廊府、素叻府北半部、春蓬府、班武里府除北部外的大部、春武里府南部、羅勇府中南部、尖竹汶府除北部外的大部、桐艾府；
- 法属印度支那：今柬埔寨除西北部和極東南角外的大部、老挝極南端、越南南部；
- 西沙群岛：浪花礁；
- 美屬菲律賓：今菲律賓伊羅戈、中央呂宋中北部、科迪勒拉行政區、卡加延河谷中西部。[3][4]

除了上述狹窄的環食帶內能看到日環食之外，月球半影覆蓋範圍內都能看到日偏食，包括欧洲除西部沿海外的大部、北非中東部、西非東半部、中非中北部、东非中北部、新幾內亞西部、澳大利亚北端沿海，及亚洲除俄國東北半部、中國東北角、日本西南部。

### 基本參數
由於地球位於近日點附近，月球位於远地点附近，該次日環食的環食帶較寬，持續時間長，食分小（日月視直徑差異大，表現為太阳被遮掩後看到的「環」較粗）。在環食帶的中心點（與持續時間最大的地點稍有些距離），偽本影在地面覆蓋了336.1公里，日環食持續了11分1.2秒。這是1665年1月16日以來持續時間最長的日環食，但在一個沙羅周期之後的1919年11月22日就會有持續更長的日環食發生。
- 類型：日環食
- 食甚中心處（位於英屬印度拉克沙群島以西約330公里的阿拉伯海）資料：
  - 日期：1901年11月11日7:28:21.3
  - 地點：10°47.2′N 68°55.7′E / 10.7867°N 68.9283°E
  - 食分：0.9216（環食帶內最大）
  - 日環食持續時間：11分1.2秒

## 相關的日食

### 1898-1902年的日食
月球交替位於相對的月球交點時，以半個交點年（食年），即約177天又4小時間隔出現下列日食。
註：1898年1月22日的日全食、1898年7月18日的日環食和1899年1月11日的日偏食屬於上一組交點年系列。1902年4月8日的日偏食屬於下一組交點年系列。
| 升交點   | 升交點                    |          | 降交點                  | 降交點 |
| 沙羅周期 | 地圖                      | 沙羅周期 | 地圖                    |        |
| 111      | 1898年12月13日 偏食（南） | 116      | 1899年6月8日 偏食（北） |        |
| 121      | 1899年12月3日 環食        | 126      | 1900年5月28日 全食      |        |
| 131      | 1900年11月22日 環食       | 136      | 1901年5月18日 全食      |        |
| 141      | 1901年11月11日 環食       | 146      | 1902年5月7日 偏食（南） |        |
| 151      | 1902年10月31日 偏食（北） |          |                         |        |

### 沙羅周期
沙羅周期長度為18年11天。本次日食屬於沙羅週期141，共包含70次日食，依次為1613年5月19日至1721年7月24日的7次日偏食、1739年8月4日至2460年10月14日的41次日環食、2478年10月26日至2857年6月13日的22次日偏食，總共歷時1244.08年。本周期並無日全食。
下表列舉了1901年至2100年間發生的屬於該周期的日食，是第17至28次：
| 17             | 18             | 19            |
| -------------- | -------------- | ------------- |
| 1901年11月11日 | 1919年11月22日 | 1937年12月2日 |
| 20             | 21             | 22            |
| 1955年12月14日 | 1973年12月24日 | 1992年1月4日  |
| 23             | 24             | 25            |
| 2010年1月15日  | 2028年1月26日  | 2046年2月5日  |
| 26             | 27             | 28            |
| 2064年2月17日  | 2082年2月27日  | 2100年3月10日 |

## 資料來源
1. ↑  樊忠玉. . 中国天文科普网.   [2016-04-06]. （原始内容存档于2014-09-17）.
2. 1 2 3  Fred Espenak. . NASA Eclipse Web Site.   [2016-04-06]. （原始内容存档于2020-10-23）.（英文）
3. ↑  Fred Espenak. . NASA Eclipse Web Site.   [2016-04-06]. （原始内容存档于2020-10-23）.（英文）
4. ↑  Xavier M. Jubier. .   [2016-04-06]. （原始内容存档于2017-04-06）.（法文）（英文）
5. ↑  Fred Espenak. . NASA Eclipse Web Site.   [2016-04-06]. （原始内容存档于2017-12-28）.（英文）
6. ↑  . NASA Eclipse Web Site.   [2016-04-07]. （原始内容存档于2019-06-10）.（英文）
7. ↑  Fred Espenak. . NASA Eclipse Web Site.（英文）

## 外部連結
- NASA日食專頁（页面存档备份，存于）（英文）
- 可見區域圖和時間統計：由弗雷德·埃斯佩纳克做出的日食預報，NASA/GSFC
  - Google互動地圖呈現的日食範圍
  - 貝塞爾元素
- Google地圖顯示的日環食和日偏食範圍（页面存档备份，存于）（法文）（英文）

| \| \| 日食 \|                             |                               |                                          |
| 上一次日食： 1901年5月18日日食 （日全食） | 1901年11月11日日食 （日環食） | 下一次日食： 1902年4月8日日食 （日偏食） |
| 上一次日環食： 1900年11月22日日食         | 1901年11月11日日食 （日環食） | 下一次日環食： 1903年3月29日日食         |
|                                           | 日食                          |                                          |